# نورون حرکتی آلفا
نورون حرکتی آلفا (به انگلیسی: Alpha motor neuron) فیبرهای عضلات اسکلتی (فیبرهای خارج دوک عضلانی) را عصب‌رسانی می‌کند.
نورون‌های حرکتی آلفا منشا فیبرهای عصبی قطور نوع A-آلفا با قطری بین ۹ تا ۲۰ میکرون بوده و از طریق اعصاب نخاعی به فیبرهای عضلات اسکلتی عصب می‌دهند.سرعت هدایت آلفا موتور نورون‌ها، بین ۵۰ تا ۱۰۰ متر بر ثانیه است.آلفا موتور نورون‌ها درختان دندریتی بسیار بزرگی دارند که حدود هزار دکمه تحریکی را از قوس‌های رفلکسی و مسیرهای نزولی(راههای فوق نخاعی) و همچنین اجسام سلولی آن‌ها پنج هزار دکمه مهاری را عمدتاً از نورون‌های مختص به نخاع که در طول نخاع به بالا و پایین می‌روند و تحت عنوان پروپریواسپاینال(Propriospinal)خوانده می‌شوند، دریافت می‌کنند.
فرایند کنترل حرکتی در نهایت از طریق نورون‌های حرکتی آلفا که به عضلات می‌روند آشکار می‌گردد.آلفا موتور نورون‌ها بخشی از راه مشترک نهایی(Final common pathway)محسوب می‌شوند که توسط شرینگتون مطرح شد.هر نورون حرکتی آلفا بر اساس عضله مربوطه، واحد حرکتی بزرگ یا کوچک را ایجاد می‌کند.
نورون‌های حرکتی آلفا و گاما با منشائ نخاعی جزو نورون‌های حرکتی پیشین نخاع هستند.نورون حرکتی آلفا فیبرهای خارج دوک عضلانی را عصب رسانی می‌کند و بنابراین در عمل انقباض عضلات اسکلتی دخالت می‌کنند.نورون حرکتی گاما نسبت به آلفا موتور نورون کوچکتر بوده و فیبرهای دوک عضلانی را عصب دهی می‌کند و بیشتر در عمل کنترل حرکتی نقش دارد.

## منشائ نورون‌های حرکتی آلفا
نورون‌های حرکتی آلفا از دو ناحیه دستگاه عصبی مرکزی(CNS)منشائ می‌گیرند:
- شاخ پیشین(Anterior Horn) نخاع.این نورون‌ها عموماً به عضلات اندام‌های فوقانی و تحتانی می روند و همچنین عضلات ستون فقرات را جهت اعمال انقباضی عصب رسانی می‌کنند.
- هسته‌های حرکتی اعصاب مغزی در ساقه مغز(Brain stem).نورو نهای این قسمت، عضلات چهره ای-جمجمعه‌ای و عضلات ناحیه سر و گردن را عصب دهی می‌کنند.

در ناحیه نخاع، نورون‌های حرکتی آلفا توسط راه‌های حرکتی فوق نخاعی(راه هرمی یا راههای خارج هرمی) و پیام‌های حسی محیطی تحت تأثیر قرار می‌گیرند.این مسیرها به صورت مستقیم یا غیرمستقیم بر نورون‌های حرکتی آلفا اثر می گذارند.راه هرمی و راه‌های خارج هرمی، بیشتر از طریق نورون‌های واسطه‌ای نخاع، آلفا موتور نورون‌ها را تحت تأثیر قرار می دهند.

## انواع نورون‌های حرکتی آلفا
دو نوع نورون حرکتی آلفا وجود دارد:
- آلفا موتور نورون دینامیک یا فازیک. این نورون‌ها آستانه تحریکی بالاتری دارند.نسبت به نوع استاتیک بزرگتر بوده و فیبرهای عضلانی سریع[۵] را عصب دهی می‌کنند.
- الفا موتور نورون استاتیک یا پیوسته (تونیک). نورون‌های حرکتی آلفای استاتیک، به فیبرهای عضلانی نوع آهسته[۶] عصب می‌دهند و نسبت به نوع دینامیک آستانه تحریکی پایین تری دارند.

میزان فرکانس ایجاد جریان عصبی در آلفا موتور نورون‌های کوچک و بزرگ متفاوت است.مقدار فرکانس برای ایجاد جریان عصبی در آلفا موتور نورون‌های بزرگتر(نوع دینامیک) تقریباً 20 هرتز و در آلفا موتور نورون‌های کوچکتر(نوع استاتیک) 10 هرتز است.بنابراین نورون‌های حرکتی آلفای کوچکتر خیلی سریعتر و آسانتر از نورون‌های حرکتی آلفای بزرگتر به کار گرفته می‌شوند.
فعالیت نورون‌های حرکتی آلفا از اصل اندازه پیروی می‌کند.طبق این اصل، آلفا موتور نورون‌های کوچکتر خیلی سریعتر تحریک شده و معمولاً دیرتر نیز مهار می‌شوند.در فعالیت‌های آرام و کند، نورون‌های حرکتی آلفای کوچکتر نقش بیشتری را به خصوص جهت حفظ تعادل ایفا می‌کنند ولی در جریان اعمال حرکتی سریع همانند دویدن و حرکات جهشی، آلفا موتور نورون‌های بزرگتر بیشتر وارد عمل می‌شوند.در جریان حرکات سریع و به خصوص فعالیت‌های جهشی، بسیاری از آلفا موتور نورون‌های کوچکتر مهار می‌شوند.
همچنین ببینید:
مقاله واحد حرکتی بخش "رابطه واحد حرکتی و نورون حرکتی آلفا"

## آسیب نورون حرکتی آلفا
احتمال آسیب در هر ناحیه از نورون حرکتی آلفا قابل تصور است.صدمه به این نورون‌ها در ناحیه شاخ پیشین نخاع، منجربه اختلال در عملکرد واحدهای حرکتی مربوطه می گردد و با توجه به شدت و میزان آسیب می‌تواند باعث ضعف و آتروفی عضلانی یا حتی فلج عضلات گردد.
همچنین ببینید:نورون حرکتی تحتانی